# Tuoba Tao
Tuoba Tao, o T’o-pa T’ao (Datong, 408 – 452), è stato un imperatore cinese.
L'imperatore Taiwu fu il terzo imperatore della dinastia Wei settentrionale. Il figlio maggiore del secondo imperatore Ming Yuan. Il personaggio Buddha procione deriva dall'antica parola turca büri, che significa lupo. Il suo vero nome è Takubatsu To.

## Biografia
Quando salì al trono per la prima volta, si concentrò nel contrastare i Rouran, che si crede fossero un'antica tribù mongola del nord, e riuscì a sconfiggerli nel 425. Cercò quindi di unificare la Cina settentrionale, attaccando Xia, che era stata costruita dal clan Liu della Federazione Xiongnu, e catturando Chang'an. Nel 427, conquistò la capitale, Tongwancheng, e distrusse Xia.
Nel 436 distrusse Beiyan, che era governata dal clan Feng che governava il bacino del fiume Liao, e nel 439 distrusse Beiliang, che fu fondata dallo Xiongnu Puyubu, che era basato su Ga Kui. Riuscì così ad unificare la Cina settentrionale. Questa fu la fine dell'era dei Cinque Hus e dei Sedici Regni. Successivamente, fu istituita una regione centrata su sei città (rokuchens) per la difesa del fianco settentrionale della Mongolia Interna.
Nel 444, l'imperatore Taiwu, forse su consiglio del primo ministro Han Cui Hao e del taoista Kai Qianzhi, il fondatore del Nuovo Tianshi Dao in cui credeva, incoraggiò ad addestrare monaci e sciamani. In seguito, nel 446, quando andò a Chang'an per pacificare la ribellione Gaiwu, una grande quantità di armi fu scoperta all'interno di un tempio a Chang'an. Di conseguenza, emanò un editto per abolire il buddismo, distruggere templi e statue buddiste e far uccidere Shamon in una fossa (la prima delle tre sette samurai). Inoltre, questa abolizione del buddismo è vista come un conflitto tra l'imperatore Taiwu, che voleva prendere il controllo del commercio occidentale nelle mani dello stato dopo la caduta del Liang settentrionale, e i mercanti che si opponevano a lui, così come i templi buddisti che erano venerati e protetto dai fedeli.
Nel 450 guidò un grande esercito di un milione di uomini e partì per una spedizione nel sud. La dinastia Song del Sud subì una schiacciante sconfitta e si dice che il numero di persone uccise in battaglia fosse di diverse decine di migliaia. L'esercito del Wei del nord avanzò fino a Guafu, ma alla fine non attraversò il fiume Yangtze e tornò nella capitale, Pingcheng. Tuttavia, le circa 50.000 famiglie dei Song catturati furono distribuite nella regione di Kinai. Inoltre, la dinastia Song del Sud, che conobbe il suo apice durante l'era Taiping di Yuanjia (424-452), fece designare la terra di Jiangbei (a nord del fiume Yangtze) come terra rossa, dando il via ad un lento declino. Negli affari interni fù affiancato da vari signori Han, compreso il primo ministro Choi Hao. Tuttavia, si ribellò alla frettolosa politica di Hanizzazione di Choe Ho e dei suoi colleghi e all'adozione di un'aristocrazia modellata sulla dinastia del Sud, e nel 450, con il pretesto di problemi con la compilazione della storia nazionale, Choe Ho fu esiliato.
Nel 451 si verificò un incidente in cui l'amato principe ereditario dell'imperatore, Tuoba Huang, morì di malattia a causa dello shock dovuto alla calunnia dell'eununco. L'imperatore Taiwu fu ucciso nel 452 da Zong Ai, che aveva paura della sua condanna. Zong Ai sostenne il figlio più giovane dell'imperatore, re Tuobayu di Nan'an, ma l'imperatore, re Nan'an, era già stufo della furia di Zong Ai e mostrava segni di voler assassinare Zong Ai, quindi Zong Ai temeva per la sua vita. l'iniziativa e uccise il re Nan'an. Vedendo questo, Riku Li di Shosho, Ryuuni di Urin Ronchu (capitano delle Guardie Imperiali), Genga (uomo dai capelli calvi) di Tonchu Shosho e altri uccisero rapidamente Soai e rivelarono che era il figlio legittimo del defunto principe ereditario. L'imperatore Wencheng (Tuoba Jun) fu intronizzato.